# 9452 Rogerpeeters
9452 Rogerpeeters è un asteroide della fascia principale. Scoperto nel 1998, presenta un'orbita caratterizzata da un semiasse maggiore pari a 2,5964358 UA e da un'eccentricità di 0,3010379, inclinata di 4,02477° rispetto all'eclittica.